# Istituto Poligrafico e Zecca dello Stato

Logo des IPZS

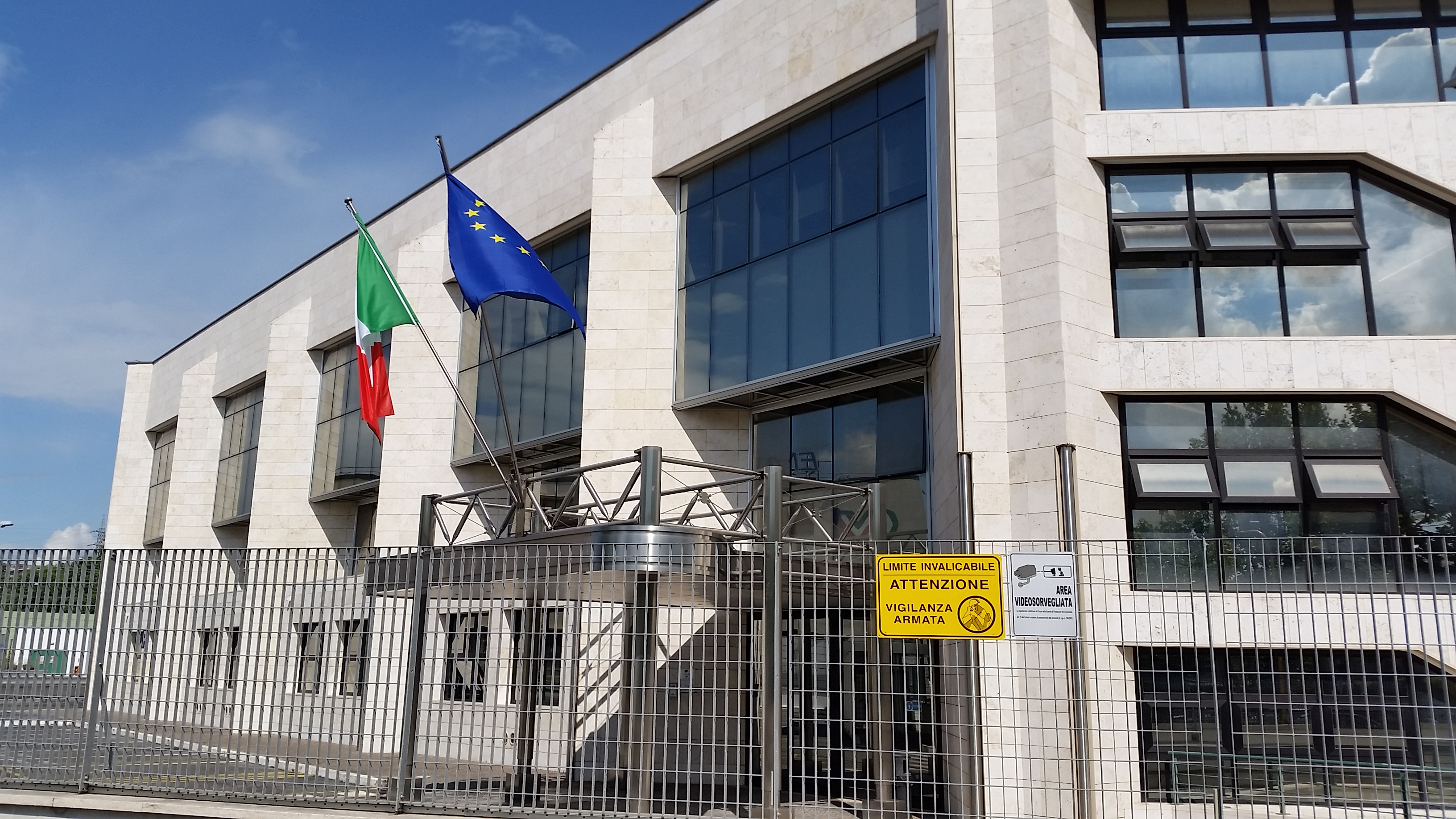
Neuer Hauptsitz an der Via Salaria

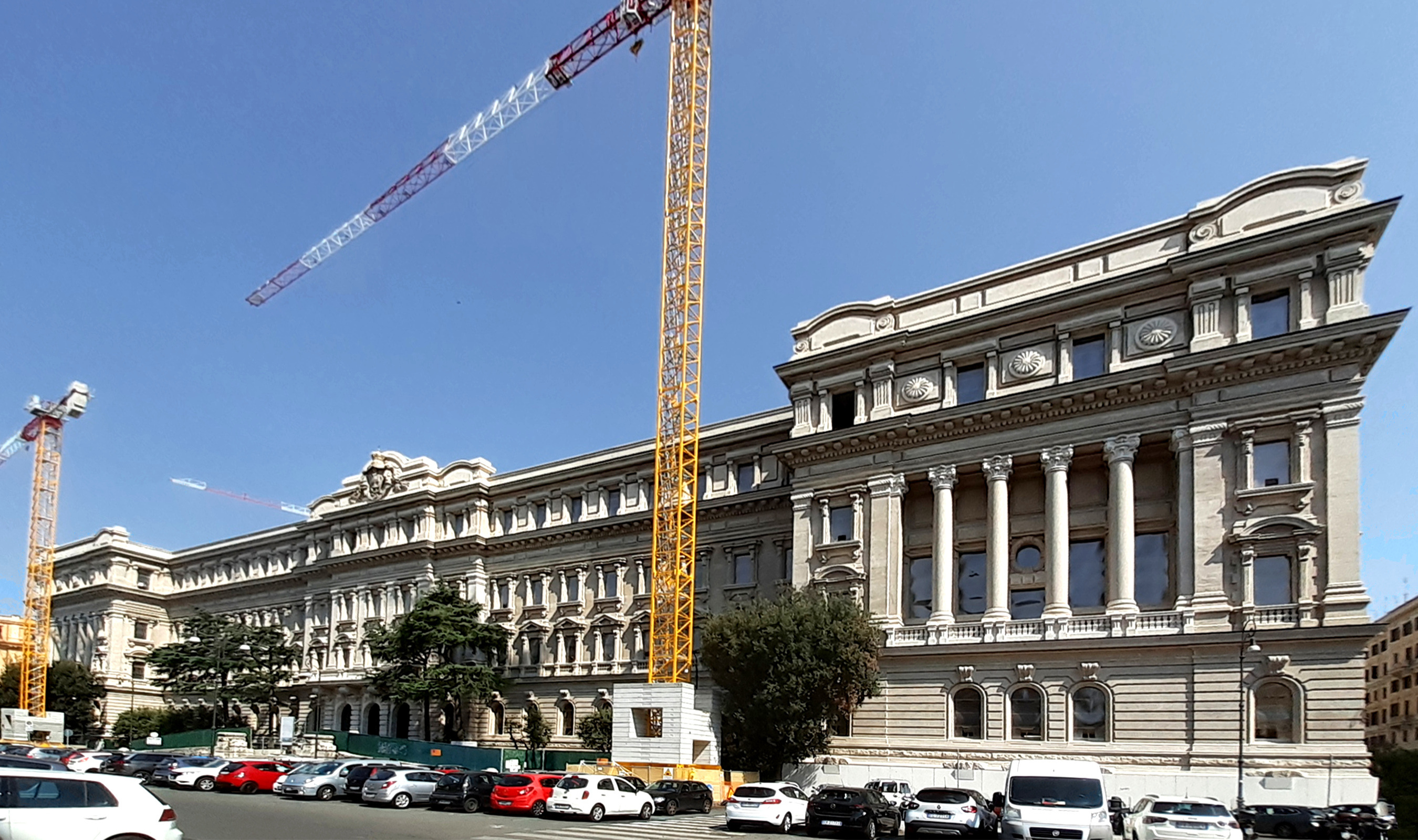
Alter Hauptsitz an der Piazza Verdi

Das Istituto Poligrafico e Zecca dello Stato S.p.A. (IPZS; deutsch Staatliche Druckerei und Münzstätte) ist die staatliche Sicherheitsdruckerei und die Münzprägeanstalt Italiens. Es handelt sich um eine Aktiengesellschaft, die sich zu 100 Prozent im Eigentum des italienischen Ministeriums für Wirtschaft und Finanzen befindet. Der Unternehmenssitz befindet sich an der Via Salaria in Rom.

## Geschäftsfelder
Das IPZS übernimmt den Druck und die Verbreitung des Amtsblattes der Italienischen Republik (Gazzetta Ufficiale) und weiterer staatlicher Publikationen. Hinzu kommen Sicherheitsdrucke, also Ausweise wie Reisepässe, Personalausweise, Chipkarten und Führerscheine sowie Sicherheitssysteme und Internetdienste für Behörden und private Kunden. Hergestellt werden auch Münzen, Banknoten, Medaillen, Ehrenzeichen, Briefmarken, Stempel und Siegel. Das IPZS unterhält ein Coin National Analysis Centre (CNAC), ein nationales Münzanalysezentrum, das einen Beitrag zur Bekämpfung der Falschgeldkriminalität leistet.

## Geschichte
Die Geschichte der staatlichen Münzprägeanstalt lässt sich bis in die Zeit der antiken Römischen Republik zurückführen. Auf dem Kapitol befand sich im Tempel der römischen Göttin Juno wahrscheinlich seit 289 v. Chr. eine Münzstätte. Junos Beiname war Moneta, in der Bedeutung von Warnerin oder Mahnerin, weil zu ihrem Kult die Gans gehörte, die mit ihrem Geschnatter vor dem Feind warnt. Weil die Büste der Göttin einige der dort geprägten Münzen zierte und Juno auch als Schutzpatronin des römischen Münzwesens galt, wurde die Moneta zur Personifikation des Münz- und Geldwesens. Aus diesem Grund steht Moneta und die davon abgeleitete umgangssprachliche Bezeichnung Moneten für Geld.
Die römische Münzstätte blieb über das Ende des Weströmischen Reiches hinaus aktiv und wurde schließlich vom Papst und von dessen Kirchenstaat übernommen. 1870 wurde die päpstliche Münze vom Königreich Italien eingezogen, das in jenem Jahr den restlichen Kirchenstaat beseitigt und Rom zur Hauptstadt des geeinten Landes erklärt hatte. Mit Ausnahme der römischen wurden bis 1892 alle Münzstätten der alten italienischen Staaten aufgegeben, darunter die traditionsreiche venezianische Zecca.
Auf Betreiben von König Viktor Emanuel III., einem renommierten Numismatiker, wurde für die zentrale Münzprägeanstalt in Rom in der Via Principe Umberto 4, wenige hundert Meter südöstlich des Hauptbahnhofs Termini, ein neues Gebäude errichtet. Dort kamen nicht nur die Produktionsanlagen unter, sondern auch das seit 1824 bestehende Münzkabinett und die 1907 gegründete Medailleur-Schule Scuola dell’Arte della Medaglia. Letztere befindet sich dort noch immer.
Die Staatsdruckerei wurde 1928 in Rom durch die Zusammenlegung von drei älteren staatlichen Organisationen gegründet: die 1865 auf Betreiben des damaligen Finanzministers Quintino Sella gegründete Turiner Regierungsdruckerei Officina governativa carte valori; der Verlag Libreria dello Stato; eine ursprünglich vom Kriegsministerium eingerichtete Druckerei, die 1923 als Stabilimento Poligrafico per l'Amministrazione dello Stato (ex della Guerra) dem Finanzministerium unterstellt wurde. Die neue Staatsdruckerei Istituto Poligrafico dello Stato (IPS) kam in einem monumentalen Gebäude unter, das ab 1914 (mit kriegsbedingten Unterbrechungen) an der Piazza Giuseppe Verdi für den Rechnungshof gebaut, von diesem jedoch wegen der peripheren Lage abgelehnt worden war. 1978 fusionierte die Druckerei mit der staatlichen Münzprägeanstalt und nahm somit ihren heutigen Namen an. Seit 2002 ist das IPZS eine Aktiengesellschaft. 2010 verlegte es seinen Hauptsitz von der Piazza Giuseppe Verdi an die Via Salaria im Norden von Rom. Weitere Einrichtungen befinden sich in der Via Gino Capponi, im apulischen Foggia und in Verrès im Aostatal.

## Museum
Das ab 1958 aus dem ehemaligen päpstlichen und dann königlichen Münzkabinett aufgebaute Numismatische Museum des IPZS (Museo della Zecca di Roma) befand sich von 1961 bis 2015 im Palazzo delle Finanze an der Via XX Settembre in Rom, dann bezog es am Hauptsitz an der Via Salaria neue Räumlichkeiten. Schwerpunkt der Ausstellung ist die Neuzeit. Es werden nicht nur Münzen und Medaillen ausgestellt, sondern auch frühere Fertigungsprozesse dargestellt, auch anhand von außer Dienst gestellten Präge- und Druckmaschinen.
Die Sammlungen der Banca d’Italia, das Museo della Moneta und das Museo della Banconota, sind für die Öffentlichkeit nur eingeschränkt zugänglich. Bedeutender ist die numismatische Sektion des Museo Nazionale Romano im Palazzo Massimo alle Terme; sie umfasst das private Münzkabinett (über 110.000 Münzen) des im Exil verstorbenen Viktor Emanuel III.